# آکسنهوپ
آکسنهوپ (به انگلیسی: Oxenhope) یک روستا و محله مدنی در بریتانیا است که در سیتی بردفورد واقع شده‌است. آکسنهوپ ۲٬۶۲۶ نفر جمعیت دارد.